# Spanische Inquisition

Das Wappen der Spanischen Inquisition aus dem Jahre 1571

Die Spanische Inquisition (spanisch Tribunal del Santo Oficio de la Inquisición) war eine mit Genehmigung des Papstes eingerichtete Einrichtung zur Bekämpfung der Häresie in Spanien. Sie existierte formal von 1478 – mit Unterbrechungen zu Beginn des 19. Jahrhunderts – bis 1834.

## Einrichtung der ersten Tribunale
Am 20. August 1480 veröffentlichten Königin Isabella und König Ferdinand die Bulle „Exigit sincerae devotionis affectus“ des Papstes Sixtus IV vom 1. November 1478. In ihr erlaubte der Papst den Monarchen unabhängig von den Oberen des Dominikanerordens die Benennung von zwei oder drei Inquisitoren, die sich bei ihrer Tätigkeit besonders um die Conversos kümmern sollten, die weiterhin ihre jüdischen Zeremonien, Riten und Gewohnheiten beibehielten. Am 17. September 1480 wurden die Dominikaner Miguel de Morillo und Juan de San Martin als erste Inquisitoren der Spanischen Inquisition berufen. Das erste Autodafé der neuen Spanischen Inquisition fand am 6. Februar 1481 statt. Bis zum 4. November 1481 verurteilten die zwei Inquisitoren in Sevilla  298 Personen zum Tod auf dem Scheiterhaufen und 79 Personen zu lebenslanger Haft. Es gab daraufhin eine große Anzahl von Beschwerden bei Königin Isabella und König Ferdinand aber auch bei Papst Sixtus IV. Dieser kritisierte die Vorgehensweise der Inquisitoren, die seines Erachtens nicht mit dem Kanonischen Recht vereinbar war. Trotzdem änderte Sixtus die Urteile nicht ab. Am 11. Februar 1482 berief der Papst acht Dominikaner als Inquisitoren in Kastilien. In der folgenden Zeit wurden in weiteren Städten des Herrschaftsgebietes der Kronen von Kastilien und Aragonien neue Tribunale  eingerichtet.

## Organisation

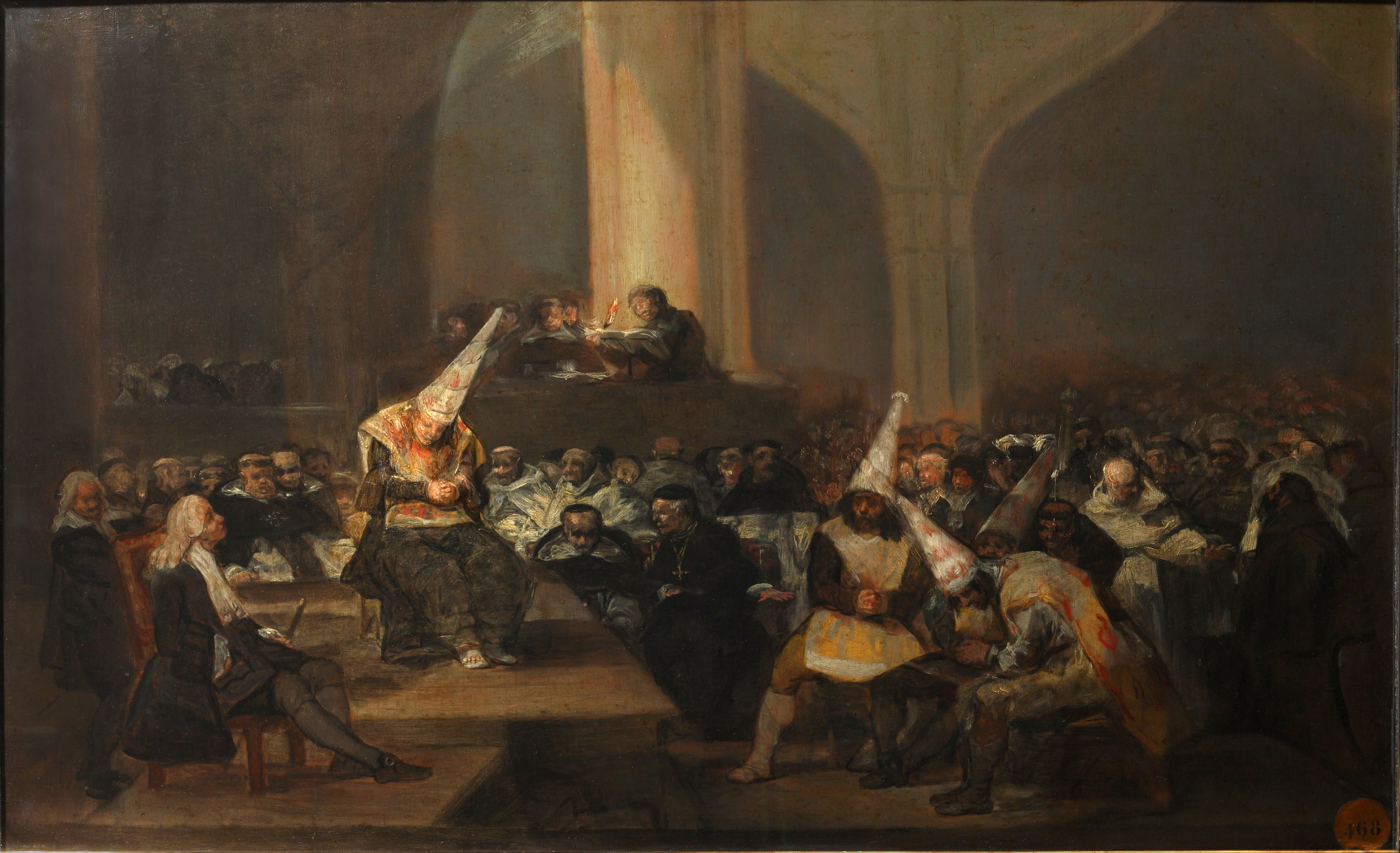
Das Inquisitionstribunal in einer Illustration von Francisco de Goya

### Generalinquisitor
An der Spitze der Spanischen Inquisition stand der Generalinquisitor (Die Begriffe Generalinquisitor Inquisidor general und Großinquisitor Gran inquisidor werden in der spanischen Literatur synonym verwendet). Er wurde von dem Monarchen vorgeschlagen und vom Papst ernannt. Rechtlich gesehen war der Generalinquisitor ein Beauftragter des Papstes. Er wurde formal durch ein päpstliches Schreiben mit der Leitung der Inquisition in den verschiedenen Herrschaftsgebieten beauftragt. Der Generalinquisitor war Vorsitzender der Suprema.

### Suprema
Der Consejo de la Suprema y General Inquisición (zu deutsch etwa: „Hoher und Allgemeiner Rat der Inquisition“), kurz „Suprema“ genannt, war ein Staatsorgan der Krone von Kastilien bzw. der Krone von Aragonien, das mit der Organisation und Verwaltung der Spanischen Inquisition betraut war. Ähnliche als Kollegialorgane organisierte Ratsgremien wurden im Rahmen der Neuordnung der Staatsverwaltung in Kastilien auch für andere Themengebiete geschaffen, z. B. der Indienrat (Real y Supremo Consejo de Indias). Aufgabe der Suprema war es den Generalinquisitor bei der Verwaltung und Organisation der Spanischen Inquisition zu beraten und zu unterstützen und Entscheidungen der Könige in diesem Gebiet vorzubereiten.

### Inquisitionsbezirke
Die ersten Inquisitionsbezirke wurden ab 1482 auf der iberischen Halbinsel eingerichtet. Dazu kamen später Inquisitionsstützpunkte auf den Kanarischen Inseln, die zu Kastilien gehörten, sowie den Balearen und auf Sardinien und Sizilien, die zur Krone von Aragonien gehörten. Auch in den Kolonien, in Mexiko, Lima und Cartagena wurden Tribunale eingesetzt. In den ersten Jahren reisten die örtlichen Tribunale durch ihren Bezirk und sollten jeden Ort wenigstens einmal pro Jahr besucht haben. Ab 1570 musste einer der drei Inquisitoren wenigstens vier Monate im Jahr Visitationsreisen durch den Bezirk unternehmen und kleinere Vergehen direkt erledigen. Schwere Fälle wurden am Sitz des Tribunals abgeurteilt.

### Zusammensetzung der Gerichte
Die Zusammensetzung der Gerichte sowie die Aufgaben der einzelnen Beteiligten und Hilfskräfte waren je nach Ort und Zeit unterschiedlich bestimmt. Wesentliche Ämter und Funktionen waren:
- Inquisitor: Die örtlichen Tribunale waren jeweils mit bis zu drei Inquisitoren (Inquisidores ordinarios) besetzt. Die notwendige Qualifikation dieser Inquisitoren war in der päpstlichen Bulle „Exigit sincerae devotionis affectus“ festgelegt: Es sollten hochgestellte ordinierte Theologen oder juristisch versierte Laien sein. Die Mitgliedschaft in einem Orden war nicht Voraussetzung für das Amt. Dass die Inquisitoren dem Dominikanerorden angehörten war zwar auch in Spanien häufig der Fall aber keinesfalls die Regel. Sie sollten 40 Jahre alt sein und einen guten Leumund haben, ein ehrenwertes Leben führen und entweder Theologie oder Recht mit einem Abschluss studiert haben. Die Inquisitoren stammten meist nicht aus der Gegend, in der sie eingesetzt wurden. Darüber hinaus sorgten häufige Versetzungen dafür, dass keine persönlichen örtlichen Verbindungen bestanden.[8]
- Fiscal (Ankläger): Der als Fiscal oder Prokurator bezeichnete Ankläger war der engste Mitarbeiter des Inquisitors und gehörte zum Magistrat, galt aber nicht als Richter im eigentlichen Sinn. Er leitete die Ermittlungen, fungierte als Vernehmungsbeamter, zeichnete Protokolle, fasste die Anklageschrift ab und entwarf auch andere gerichtliche Schriftstücke.[9]
- Alguacil (Büttel): Vollstreckungsbeamter des Tribunals, der Verhaftungen und (gemeinsam mit dem Rezeptor oder dem Vermögensrichter) Konfiskationen vornahm, Angeklagte und Verdächtige vorführte oder überstellte, Vorladungen zustellte und sonstige Aufträge des Inquisitors ausführte. Wenn das Tribunal mehrere Büttel beschäftigte, nannte sich der Leiter des Gerichtsvollzieheramtes Alguacil Mayor. Häufig war der Büttel zugleich Kerkermeister.
- Calificador (Gutachter): Die Calificadores waren in der Regel Theologen, die Anzeigen, Zeugenaussagen und Aussagen der Angeklagten daraufhin untersuchten, ob Häresien zu erkennen waren.
- Consultor (Berater): Die Consultores waren Juristen und Theologen, die das Tribunal bei der Prozessführung unterstützten.
- Comisario (Kommissar): Die Comisarios waren zumeist Ortsgeistliche, die dem Tribunal Informationen über die örtlichen Verhältnisse vermittelten.
- Notario de secuestros oder Receptor (Konfiskationsbeamter): Unmittelbar nach der Festnahme stellte der Notario de secuestros (wörtlich ‚Konfiskationsnotar‘) oder Rezeptor ein Verzeichnis auf, in dem die Eigentumsverhältnisse des Verdächtigen festgehalten wurden.
- Juez de Bienes Confiscados (Konfiskationsbeamter): Die Entscheidung darüber, welches Vermögen der Angeklagten oder Verurteilten von der Inquisition eingezogen wurde, traf der Juez de Bienes (wörtlich ‚Vermögensrichter‘), der gegenüber dem Königlichen Schatzamt (Hacienda Real) rechenschaftspflichtig war.[10]
- Notario del secreto (Geheimnotar): Die vor den Angeklagten geheim zu haltenden Anzeigen und Zeugenaussagen, aber auch die Aussagen der Angeklagten selbst, wurden von dem Notario del secreto protokolliert.[11] Er führte auch die Korrespondenz des Tribunals.
- Medicus: Falls die Folter angewendet wurde, sollte ein Arzt anwesend sein, der darauf zu achten hatte, dass die Angeklagten nicht vor ihrer Verurteilung starben.[12]
- Alcaide de cárcel (Kerkermeister): Die Inquisition hatte eigene Gefängnisse, die, von den Gefängnissen der allgemeinen Justiz getrennt, meist in der unmittelbaren Nähe des Gerichtsgebäudes lagen. Sie wurden sowohl für die Untersuchungshaft als auch für die Abbüßung von gerichtlich verhängten Haftstrafen verwendet.[13]
- Familiar (Dienstmann): Die Familiares waren Laien, die die Inquisitionsgerichte dadurch unterstützten, dass sie Verdächtige festnahmen oder nach Geflüchteten suchten. Für die Familiares, die oft einfache Leute wie Bauern oder Handwerker waren, brachte die Tätigkeit für die Inquisition das Privileg, einen Teil der Steuern erlassen zu bekommen, Waffen tragen zu dürfen und nur von der Inquisition abgeurteilt zu werden. Für einige Adelige war die Ernennung eine besondere Ehre.[14]

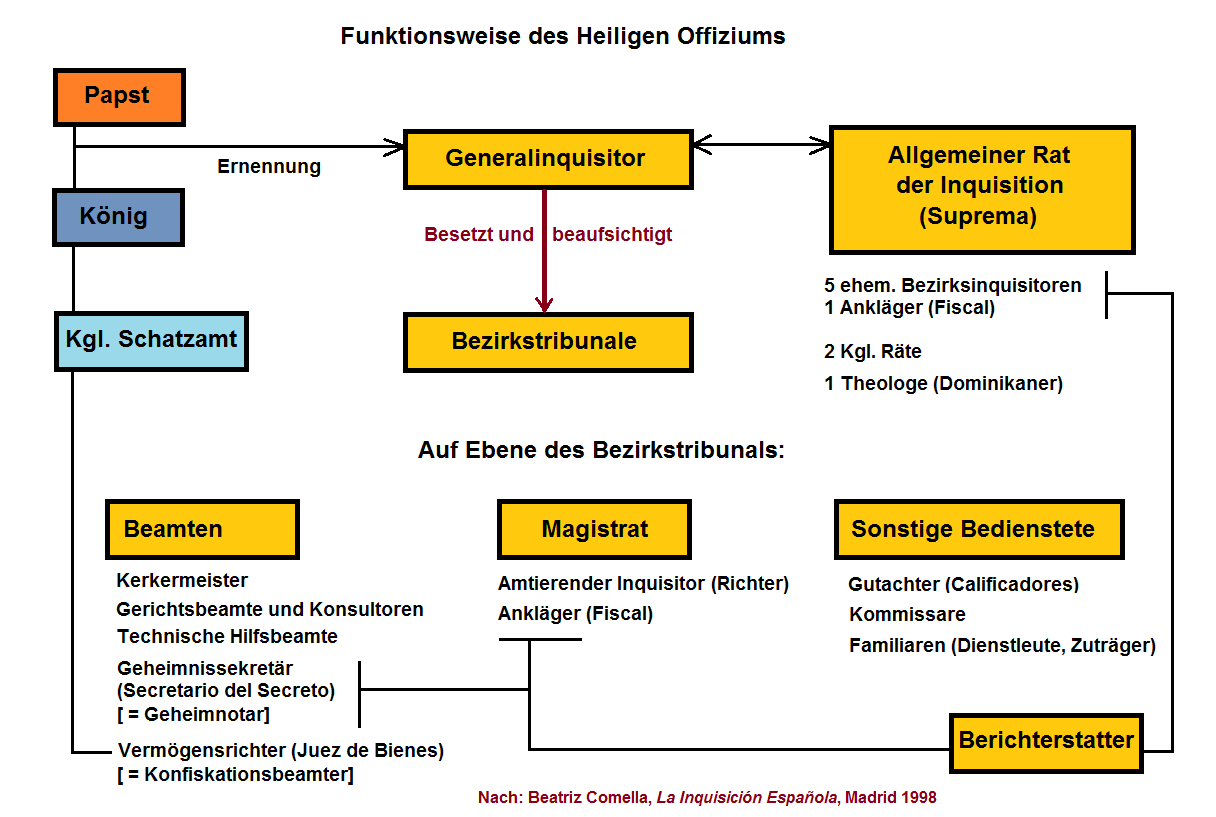
Organigramm der Spanischen Inquisition etwa 1520 (nach B. Comella)

### Finanzierung der Inquisition
Bis zum Jahr 1559 liefen die Finanzen der Spanischen Inquisition durch den Staatshaushalt. Ein Merkmal des Santo Oficios in der Folgezeit war die Unabhängigkeit von direkten staatlichen Leistungen.

#### Kosten
In jedem Gerichtsbezirk waren etwa ein Dutzend fest besoldete Amtsträger beschäftigt. Dazu kamen weitere Personen, die nur zeitweilig für die Tribunale tätig waren. Keinerlei Bezahlung erhielten nur die Familiares. Zu den Personalkosten kamen Kosten für den Bau und den Unterhalt der Gerichtsgebäude und der damit verbundenen Gefängnisse, die meist Eigentum der Inquisition waren. Weitere Kosten entstanden durch Investitionen in und die Verwaltung von Liegenschaften, die die langfristige finanzielle Sicherung der Inquisition gewährleisten sollten. Die Veranstaltung der spektakulären Autodafés war nur unter großem finanziellen Aufwand möglich.

#### Einnahmen
Konfiskation:
Im Kanonischen Recht stellt die Konfiskation die Standardstrafe für Häresie dar. Der Wert der konfiszierten Güter brachte in der ersten Zeit durch die Verurteilung reicher Conversos recht hohe Einnahmen. Nachdem sich der Schwerpunkt der Verurteilungen allerdings auf meist arme Morisken verlagerte, fehlte es ab der Mitte des 16. Jahrhunderts an lukrativen Opfern.
Geldstrafen:
Auch die Höhe der häufig verhängten Geldstrafen hingen von der wirtschaftlichen Leistungsfähigkeit der Angeklagten ab und ging daher im Lauf der Zeit immer stärker zurück.
Ablösezahlungen:
Eine der von der Spanischen Inquisition verhängte Strafe bestand in der Auflage in der Öffentlichkeit ein Büßergewand zu tragen. Diese Auflage führte häufig dazu, dass die Handlungsfähigkeit der Betroffenen im Geschäftsverkehr stark eingeschränkt war. Durch Zahlung einer Ablösung konnte meist eine Aufhebung der Auflage erreicht werden.
Zahlungen der Gemeinden der Morisken:
Einige Gemeinden von zum Christentum konvertierten Muslimen schlossen mit den örtlichen Inquisitionstribunalen Verträge über regelmäßig zu entrichtende Pauschalzahlung ab, die den Morisken zusagten, dass die Inquisition auf bestimmte Maßnahmen verzichtete. Gegen eine jährliche Zahlung von 2500 Dukaten verzichtete z. B. die Inquisition in Valencia 1571 darauf, weitgehende Konfiskationen vorzunehmen, und begrenzte die Geldstrafen auf 10 Dukaten.
Einnahmen aus Verpachtung und Vermietung:
Die Inquisitionstribunale investierten zeitweise ihre Einnahmen in Grundbesitz und machten sich dadurch unabhängig von Zahlungen der Krone. Die Einnahmen aus dem Grundbesitz der Inquisition spielten besonders im 16. und nach dem 18. Jahrhundert eine Rolle bei der Finanzierung der Spanischen Inquisition.
Kanonikate (Pfründen):
Den Katholischen Königen war vom Papst bereits im Jahr 1488 das Recht zugestanden worden, den Inquisitoren Pfründen (Kanonikate), die an Kathedralen oder Stiftskirchen gebunden waren, zuzuweisen. Philipp II. konnte Paul IV. dazu bringen, dass an allen Kathedralen und Stiftskirchen Spaniens eine mit einer Pfründe ausgestattete Stelle im Domkapitel bzw. Stiftskapitel zur Versorgung eines Inquisitors vorgesehen wurde.

## Die Tätigkeit der Inquisition

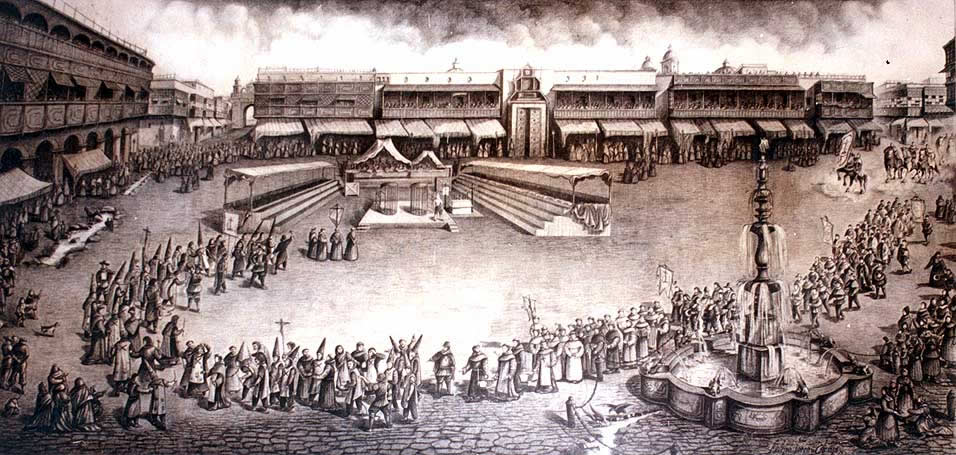
Autodafe auf der Plaza Mayor in Lima, Vizekönigreich Peru, 17. Jahrhundert

In den ersten Jahren des Bestehens der Einrichtung waren mehr als 90 % der Angeklagten Conversos, also Personen, die vom jüdischen zum christlichen Glauben konvertiert waren, sowie deren getaufte Nachkommen. Ab dem Ende des 16. Jahrhunderts überwog dann die Zahl der Prozesse gegen Moriscos, also Personen, die vom muslimischen zum christlichen Glauben konvertiert waren. Die Bekämpfung von Lutheranern (meist Ausländer) und Alumbrados durch die Spanische Inquisition war dagegen eine zahlenmäßig wenig ins Gewicht fallende Randerscheinung.

### Die Ausweisung der Juden und die Verfolgung der Conversos
Der Grund für die Einrichtung der Spanischen Inquisition war die im Verlauf des 15. Jahrhunderts zunehmende Anzahl von Personen, die vom jüdischen zum christlichen Glauben konvertiert waren, den Conversos. Diese standen häufig unter dem Verdacht, nicht wirklich bekehrt zu sein und heimlich religiöse Handlungen ihrer abgelegten Religion zu vollziehen. Während anfänglich wirkliche Überzeugung oder sozialer Druck zur Konversion führten, hatten die Juden nach dem Alhambra-Edikt vom 31. März 1492 nur noch die Wahl zwischen Taufe und Exil. Man schätzt, dass bis 1520 gegen etwa 10 % der etwa 25.000 Conversos Inquisitionsprozesse angestrengt wurden.

### Die Ausweisung bzw. Zwangstaufe der Muslime
1502, zehn Jahre nach der Vertreibung der Juden, wurden alle Muslime Kastiliens vor die Alternative gestellt, sich entweder taufen zu lassen oder auszuwandern. Für Aragón verfügte König Karl I. 1525 die Zwangstaufe aller Muslime. Wie bei den Conversos bestand auch bei den konvertierten Muslimen, den Moriscos, der Generalverdacht, keine überzeugten Christen zu sein und im Geheimen die Riten ihrer alten Religion zu praktizieren.

### Die Unterdrückung des Protestantismus

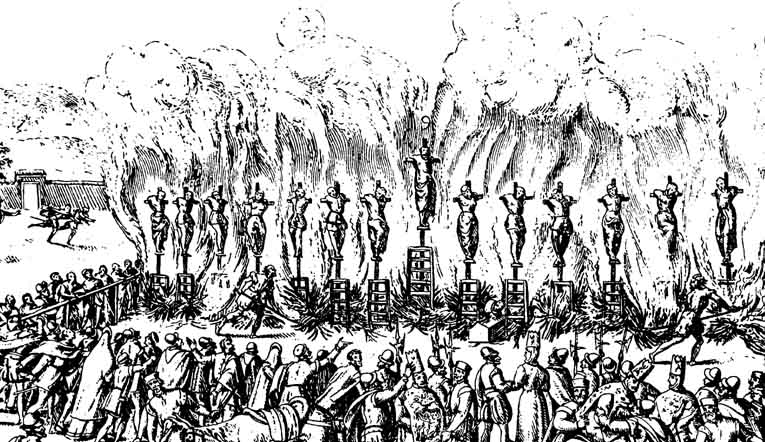
Zeitgenössische Illustration eines Autodafés in Valladolid, bei dem am 21. Mai 1559 vierzehn Protestanten hingerichtet wurden.

Die Lutheraner hatten bis zur Mitte des 16. Jahrhunderts kaum Anhänger in Spanien. Auf Betreiben des zurückgetretenen Kaisers Karl V., für den die Bekämpfung des Protestantismus nicht nur eine Frage des Glaubens, sondern eine Frage der Politik war, spielte die Verfolgung dieser Art von Abweichung vom römischen Katholizismus zwischen 1559 und 1566 auch bei der Spanischen Inquisition eine Rolle. Man geht von etwa 100 Todesurteilen bei dieser Gruppe aus.

### Zuständigkeit für besondere Delikte
Hexerei:
Prozesse wegen Hexerei fanden sowohl vor Gerichten der Spanischen Inquisition als auch vor weltlichen Gerichten statt. 1498 kam es zu ersten Verurteilungen durch das Inquisitionstribunal in Saragossa. Die Suprema ordnete 1525 an, dass niemand wegen Hexerei verhaftet werden solle, wenn nichts außer der Aussage anderer wegen Hexerei Angeklagter vorläge. Der Besitz von Angeklagten, die freiwillig gestanden, sollte nicht eingezogen werden.
Im Jahr 1610 fand vor dem Inquisitionstribunal von Logroño ein Hexenprozess gegen 53 Angeklagte statt. Von den verurteilten Hexen wurden sechs wirklich und fünf In effigie verbrannt. Einer der drei Inquisitoren, Alonso de Salazar y Frías, hatte sich gegen die Verurteilungen ausgesprochen. Die Urteile wurden trotzdem vom Consejo de la Suprema Inquisición bestätigt. Alonso de Salazar y Frías untersuchte im Auftrag der Suprema weitere Gerüchte über Aktivitäten von Hexen in Navarra. Er kam 1614 zu dem Ergebnis, dass keinerlei Beweise für Hexerei vorliegen würden. Das veranlasste die Suprema tatsächlich, in diesem Fall keine weiteren Hexenprozesse durchzuführen und sogar die Verurteilten von Logroño zu rehabilitieren.
Bigamie:
Bigamie war ein Delikt, für dessen Ahndung sowohl weltliche und kirchliche Gerichte als auch die Inquisition zuständig sein konnten. Die Inquisitionsgerichte begründeten ihre Zuständigkeit damit, dass der Bigamist durch sein Handeln zeige, dass er das Sakrament der Ehe verachte.
Das Konzil von Trient (1547–1563) hatte im Dekret „Tametsi“ die Form einer christlichen Eheschließung klar festgelegt. Daher ergaben sich nach der Mitte des 16. Jahrhunderts keine Beweisprobleme mehr, die sich aus dem möglichen Vorhandensein einer formlosen Ehe ergeben hatten. Die von Tribunalen der Spanischen Inquisition wegen Bigamie Verurteilten waren in erster Linie Personen, die nicht aus dem Ort stammten, an dem sie angeklagt wurden. Es handelte sich meist um Gitanos, Tagelöhner, Seeleute, ehemalige Häftlinge oder Soldaten. Auch ausländische Kaufleute waren unter den Verurteilten. Bigamisten wurden häufig zu einer befristeten Galeerenstrafe verurteilt.
Homosexualität:
Homosexuelle Handlungen wurden als Zeichen dafür angesehen, dass der Handelnde gegen die von Gott gewollte Ordnung aufbegehrte. In einer Verordnung von 1505 bestimmte König Ferdinand II., dass in Aragón Verfahren wegen homosexueller Handlungen Angelegenheit der Inquisition sei. In Kastilien waren dagegen die örtlichen Gerichte zuständig.
Sollicitation:
Die Verfolgung intimer und aufreizender Handlungen und sexueller Belästigungen durch Priester im Beichtstuhl (Sollizitation) gehörte in den Zuständigkeitsbereich der Inquisition. Über die moralische Komponente des Vergehens hinaus war auch hier von Bedeutung, dass derartige Handlungen als Missachtung und Entehrung des Bußsakraments und daher als Zeichen des Unglaubens der Täter und ihrer Mitwirkenden beiderlei Geschlechts gewertet wurden.

### Die Zensur

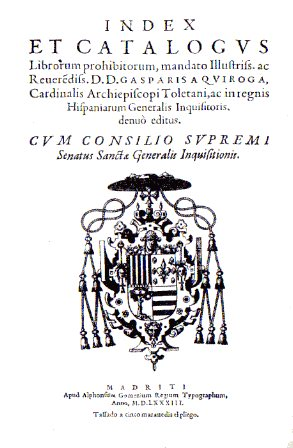
Ein Buchindex der Spanischen Inquisition. Madrid, 1583

Bereits in den ersten Jahren ihres Bestehens war die Bekämpfung häretischer Druckerzeugnisse eine wichtige Aufgabe der Inquisition. Im Jahr 1490 soll sie in Salamanca die Verbrennung von mehr als 6000 Bibeln und anderen Büchern veranlasst haben. Die Anordnung 1497 in Valencia, hebräische Religionsbücher und die übersetzten Bibeln zu verbrennen stieß auf Widerstand. Daher wurden die Bücher, bevor man sie den Flammen übergab, von Hochschullehrern und angesehenen Theologen geprüft. In Granada soll Francisco Jiménez de Cisneros angeordnet haben, dass vier- bis fünftausend arabische Bücher verbrannt wurden.
Durch eine Verordnung vom 8. Juli 1502 verfügten die Katholischen Könige, dass vor dem Druck oder der Einfuhr eines Buches eine Genehmigung einzuholen sei. Diese Genehmigungen wurden in Valladolid und Granada durch die Vorsitzenden der jeweiligen königlichen Gerichte, in Toledo, Sevilla, Burgos, Salamanca und Zamora von den Erzbischöfen bzw. Bischöfen erteilt. Die Zuständigkeit wechselte in den folgenden Jahrhunderten häufig. Diese Vorzensur war von Autoren, Druckern und Buchhändlern nicht zu vermeiden. Die Zensoren der verschiedenen Institutionen genehmigten oder kritisierten sehr unterschiedlich. Die Druckzulassung durch die Vorzensur brachte aber nicht die Sicherheit, dass die Inquisitionsgerichte den Inhalt nicht doch für häretisch hielten und Autoren, Drucker und Buchhändler verurteilten.
Richtlinie für die Gerichte der Spanischen Inquisition wurde ab 1559 ein unter dem Generalinquisitor Fernando de Valdes erstellter Index. Im Jahr 1583 erschien dann ein erweiterter Index, der fortgeschrieben wurde. In ihm waren anfangs 2315 Werke aufgeführt, von denen ca. 75 Prozent in lateinischer, 8,5 Prozent in kastilischer und 17,5 Prozent in anderen Sprachen verfasst waren.
Wenn der Inquisition eine Anzeige vorlag, die sich auf ein Druckwerk bezog, wurde das Buch einem Zensor der Inquisition vorgelegt, der ein Gutachten erstellte. Wenn der Gutachter zu dem Schluss kam, dass ein Verstoß vorlag, mussten alle Exemplare zurückgerufen werden, für jeden Neudruck wurden Strafen angedroht und das Buch wurde auf den Index der Spanischen Inquisition gesetzt.
Im 18. Jahrhundert war ein Schwerpunkt der Inquisition die Zensur von Darstellungen. Die von der Inquisition beanstandeten Werke können in vier Gruppen eingeteilt werden:
1. Die Darstellung von Kreuzen und religiösen Symbolen, selbst wenn sie richtig und mit dem nötigen Respekt dargestellt wurden, aber aufgrund der fehlerhaften oder unangemessenen Wiedergabe das Ansehen der Symbole beeinträchtigte.
2. Die Darstellung von Heiligen, Kreuzen oder anderen Symbolen, deren Verbreitung falschen Glaubensanschauungen Vorschub leisten könnten, weil sie auf weltlich zu nutzenden Gegenständen, besonders auf Gegenständen, die in Zusammenhang mit weniger anständigen Teilen des Körpers standen, wiedergegeben wurden.
3. Die Darstellung von unanständigen oder eindeutig pornografischen Szenen mit heiligen Symbolen oder Personen, die ihr Leben Gott geweiht hatten.
4. Skulpturen, Bilder, Zeichnungen, Drucke und jede andere Art von Darstellungen, die nackte Körper wiedergeben oder die in den Augen der Zensoren provokatives, unmoralisches, unehrenhaftes, unzüchtiges oder obszönes Verhalten zeigten.[41]

## Der Ablauf des Verfahrens
Die ersten Regeln für den Ablauf eines Verfahrens der Spanischen Inquisition wurden 1483 aufgestellt und bis 1500 erweitert. 1561 fasste der Generalinquisitor Fernando de Valdes die bis dahin von der Suprema verschickten verschiedenen Richtlinien (instrucciones) zusammen.

### Gnadenerlass
Zu Beginn der Tätigkeit eines Inquisitionstribunals an einem Ort stand bis etwa 1500 die öffentliche Verlesung eines Gnadenerlasses (Edicto de Gracia). Die Bewohner wurden zur Zusammenarbeit mit der Inquisition aufgefordert. Sie sollten eigene Sünden und Sünden anderer Personen, die ihnen bekannt geworden waren, innerhalb der folgenden dreißig Tage gestehen bzw. melden. Dabei wurden die anzuzeigenden Formen der Häresie einzeln aufgelistet. Es wurde versprochen, dass freiwillig gestandene Sünden, die ernsthaft bereut würden, milder geahndet werden sollten. Viele Conversos gingen auf dieses Angebot ein, um nach einer leichten Buße wieder von der Kirche aufgenommen zu werden. Dieses Vorgehen war zwar mit einem gewissen Risiko verbunden, konnte aber vor der Beschlagnahme des Eigentums schützen. Meist endeten diese Verfahren damit, dass eine Geldzahlung an die Inquisition geleistet werden musste.
Seit Beginn des 16. Jahrhunderts wurde der Gnadenerlass (Edicto de Gracia) durch den Glaubenserlass (Edicto de Fe) ersetzt. In diesem Aufruf war die Zeit, in der die Anzeigen zu erfolgen hatten, auf einige Tage verkürzt und es gab keine Gnadenfrist.

### Anzeige
Da auch auf die Nichtanzeige von Verstößen eine Strafe stand, ging meist eine Vielzahl von Anzeigen ein. Es wurden keine anonymen Anzeigen angenommen. Allerdings wurden die Namen der Anzeigenden und auch Angaben die Rückschlüsse auf den Anzeigenden zuließen, dem späteren Angeklagten gegenüber geheim gehalten. Die Anzeigen wurden sorgfältig zu Protokoll genommen. Ein Berichterstatter (calificador) bewertete die Anzeigen und versuchte sie in Verbindung zu bringen. Dabei sollten Anzeigen, die unglaubwürdig waren oder keine von der Inquisition zu bewertenden Tatbestände betrafen, ausgesondert werden. Wenn ein ausreichender Verdacht gegen eine Person vorlag, wurde sie festgenommen.

### Festnahme
Als erste Maßnahme bei der Festnahme wurde der Besitz des Festgenommenen vorläufig beschlagnahmt und ein Inventar erstellt als Grundlage für die Höhe von Geldstrafen und die Berechnung der Verfahrenskosten. Die Haft wurde üblicherweise in eigenen Gefängnissen der Inquisition verbracht. Der Verhaftete wurde nicht über die Gründe, die zu seiner Inhaftierung geführt hatten, unterrichtet. Bis zum Prozess vergingen häufig mehrere Wochen oder Monate. Grundsätzlich sollte der Angeklagte einen Anwalt frei wählen können. Eine Auswahl war allerdings meist nur unter den vom Gericht benannten Verteidigern möglich.

### Verfahren
Der gesamte Ablauf des Verfahrens war geheim. Der Inquisitionsprozess fand nicht als zusammenhängende Verhandlung mit der Anwesenheit der Beteiligten oder wenigstens der mit der Urteilsfindung Betrauten statt, sondern bestand aus einer Anzahl einzelner, schriftlich festgehaltener Vorgänge, die erst bei der Urteilsfindung zusammengeführt wurden. Es gab keine mündliche Hauptverhandlung. Die Dauer des Verfahrens war sehr unterschiedlich. Manchmal zog es sich über mehrere Jahre hin. Bei der Zeugenbefragung und der Vernehmung der Angeklagten waren meist nur ein Inquisitor und ein Schreiber anwesend. Besonders die genaue schriftliche Aufzeichnung der Anzeigen und Aussagen aller Beteiligter machten die Bedeutung der Inquisition aus. Das Sammeln und das Systematisieren von Akteninhalten ermöglichte es, Aussagen der Angeklagten und verschiedener Zeugen miteinander zu vergleichen und Widersprüche zu erkennen. Auch Aussagen, die in anderen Verfahren gemacht worden waren, standen zur Verfügung. Wiederholungstäter konnten, auch wenn sie an unterschiedlichen Orten festgenommen worden waren, problemlos als solche erkannt werden.

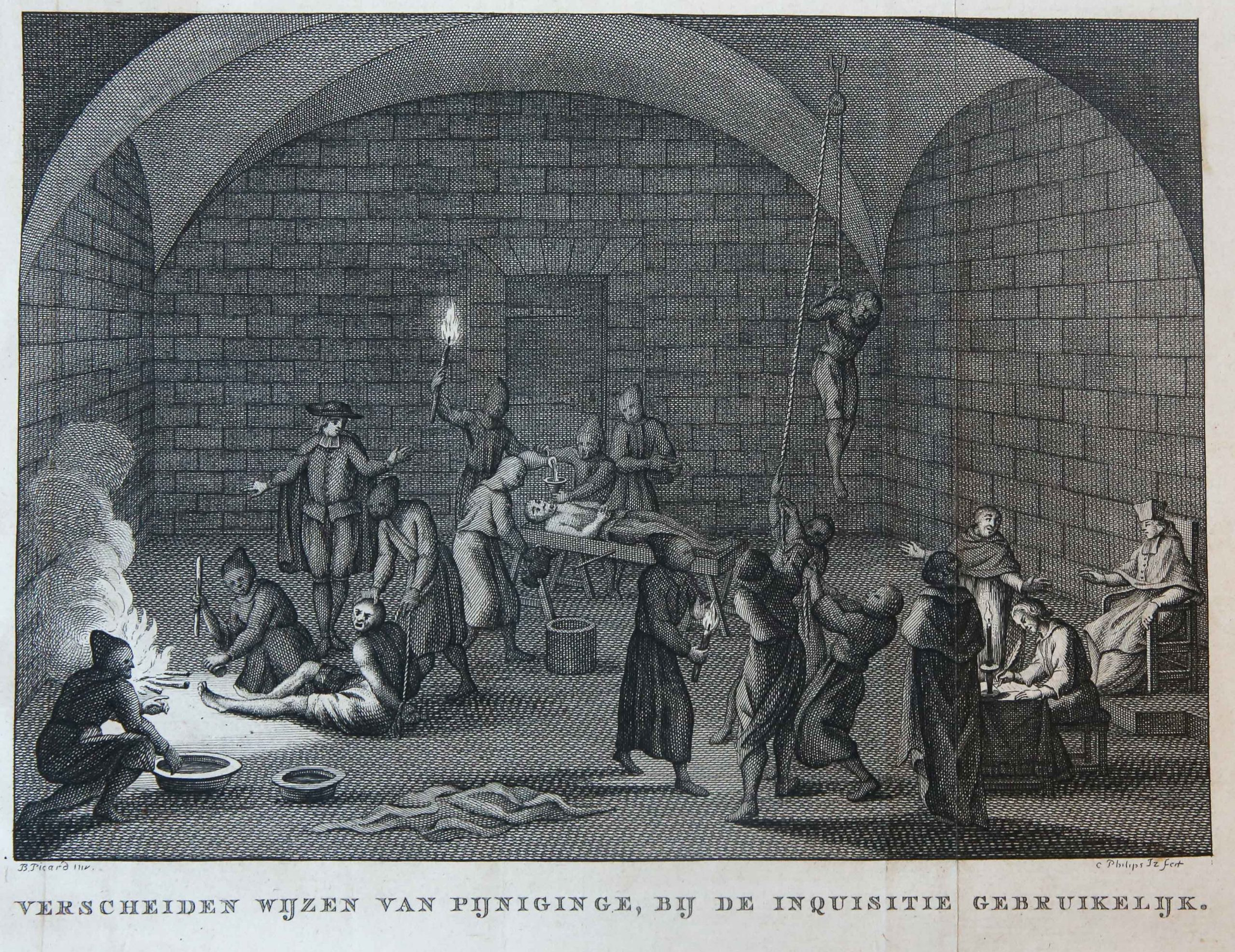
Die verschiedenen Arten der Folter

Wie bei den früheren päpstlichen Inquisitionsverfahren, aber auch bei den normalen Strafverfahren der frühen Neuzeit, war die Anwendung der Folter ein zugelassenes Mittel der „Wahrheitsfindung“. Die Folter wurde während der Phase der Beweiserhebung angewendet, wenn der Angeklagte sich in Widersprüche verwickelte oder ein Vergehen zugab, aber den Vorsatz einer Häresie abstritt oder nur ein Teilgeständnis ablegte. Die üblichen Foltermethoden der Spanischen Inquisition waren die „Garrucha“ (Pfahlhängen), die „Toca“ (Waterboarding) und der „Potro“ (Streckbank). Ein weltlicher Scharfrichter übte die Folter aus. Dabei waren ein Inquisitor, ein Vertreter des örtlichen Bischofs, ein Protokollführer und meist auch ein Arzt anwesend. Die Folter scheint in etwa 10 Prozent der Verfahren angewendet worden zu sein.

### Urteil
Die Urteile der Inquisitionsprozesse der Spanischen Inquisition wurden durch die Inquisitoren, einen Vertreter des Bischofs, in dessen Diözese der Prozess stattfand, und weiteren Beratern gefällt. Wenn zwischen diesen Personen keine Einigkeit erzielt werden konnte, musste ab 1561 die Suprema über den Fall entscheiden.
In Fällen, in denen die Angeklagten offenbar unschuldig waren, wurden die Prozesse oft unterbrochen und die Angeklagten entlassen. Die Verhandlung konnte jederzeit wieder aufgenommen werden. Dieses Vorgehen hatte den Vorteil, dass das Gericht nicht eingestehen musste, dass es sich bei der Verhaftung geirrt hatte.
Abgesehen von einem Freispruch waren drei Arten der Verurteilung möglich:
- Die Verurteilten mussten bei leichten Fällen ihren Irrtümern vor der Inquisition abschwören (abjuratio de levi). Die Urteilsverkündung fand dann nicht bei einem öffentlichen Autodafé statt, sondern einem nichtöffentlichen „Auto particular“. Bei etwas schwereren Fällen fand das Abschwören während eines Autodafés vor der Öffentlichkeit statt (abjuratio de vehementi). Darüber hinaus wurden Geldbußen verhängt, die den Kassen der Inquisition zugutekamen. Den Verurteilten konnte u. a. aufgegeben werden, für eine bestimmte Zeit in der Öffentlichkeit ein Büßergewand mit einem roten Andreaskreuz zu tragen.
- Personen, die einer Ketzerei schuldig befunden waren, gestanden hatten und zur Einsicht gekommen waren, sollten, wenn sie ehrliche Reue zeigten, durch eine Buße wieder mit der Kirche versöhnt (reconciliatio) werden. Die Sühne konnte aus einer öffentlich vollzogenen Prügelstrafe, Gefängnis oder Galeerenstrafe bestehen. Damit verbunden war üblicherweise die Einziehung des Vermögens.[49]
- Waren die der schweren Ketzerei überführten Angeklagten unbußwillig oder rückfällig, wurden sie aus den Händen der Inquisition entlassen und an den weltlichen Arm der Justiz übergeben (relaxatio ad brachium saeculare), die dann die Todesstrafe durch Verbrennen vollstreckte. Das Vermögen dieser Verurteilten wurde eingezogen.

### Autodafé

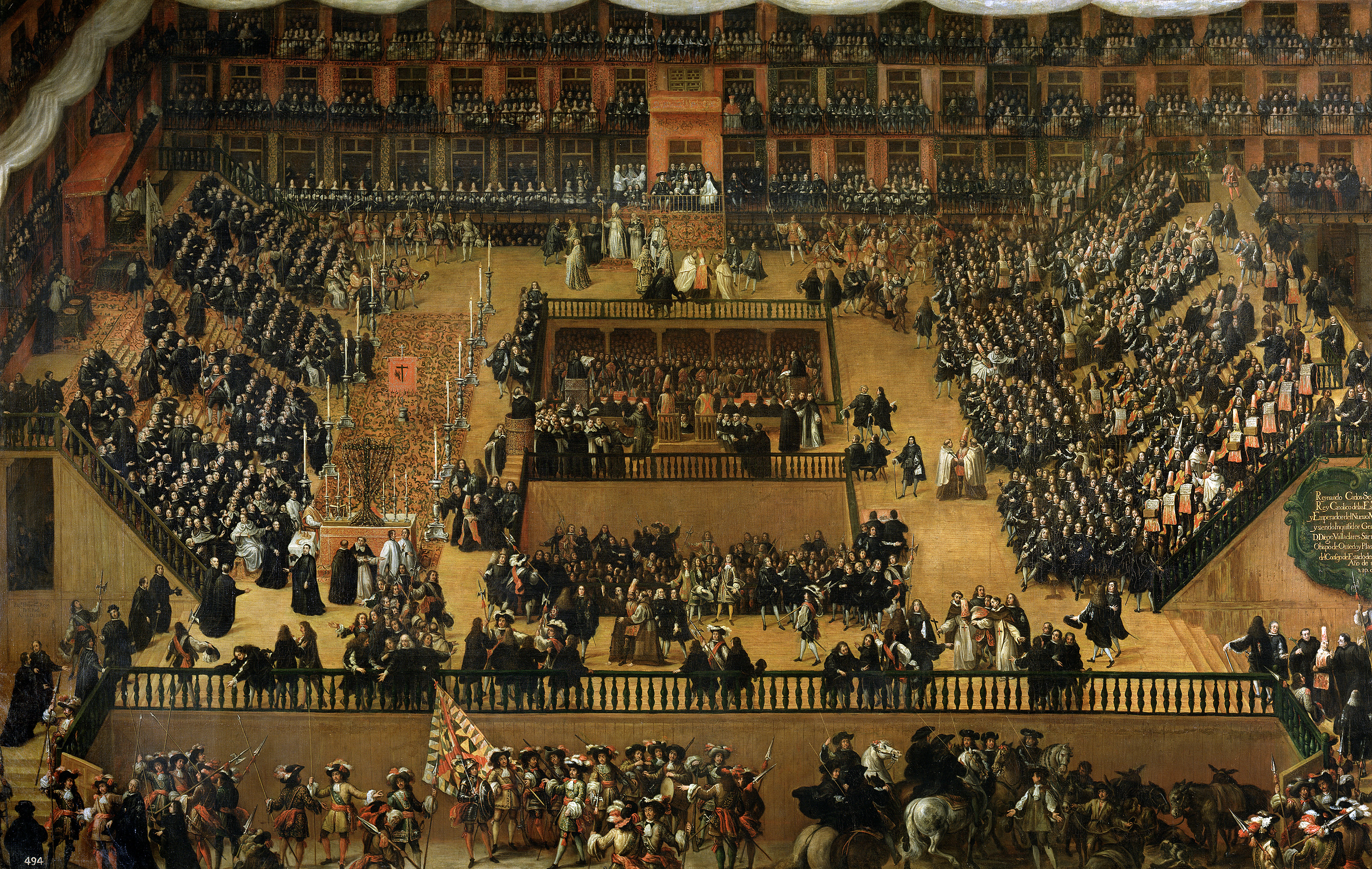
Autodafé auf der Plaza Mayor in Madrid am 30. Juni 1680 (Gemälde von Francisco Rizi, 1683)

Den Abschluss eines Prozesses der Spanischen Inquisition bildete das Autodafé, bei dem die Urteile einer Vielzahl von Prozessen öffentlich verkündet wurden. Das Autodafé stand als Symbol für das Jüngste Gericht. Seine feierliche Inszenierung gilt als besonderes Merkmal der Spanischen Inquisition. Es fand üblicherweise in Anwesenheit aller weltlichen und geistlichen Würdenträger und der gesamten Bevölkerung des Gerichtsbezirkes statt. Das Abhalten eines Autodafés musste acht Tage vorher angekündigt werden. In den meisten Fällen war das als Volksfest gefeierte Ereignis aber bereits erheblich früher bekannt. Bei dem Autodafé, das im Mai 1559 in Valladolid veranstaltet wurde, sollen neben mehreren Mitgliedern der königlichen Familie 200.000 Personen anwesend gewesen sein.
Auf dem Autodafé wurden die Urteile verlesen und das öffentliche Abschwören oder die Versöhnung durchgeführt. Die Ausführung der Strafen, z. B. Erteilen von Peitschenschlägen oder Verbrennen auf dem Scheiterhaufen, fand auf einer getrennten Veranstaltung statt.

## Zahl der Opfer
Über die Zahlen der Opfer der Spanischen Inquisition sind sehr unterschiedliche Untersuchungen bekannt. Eine Übersicht über alle bekannten Unterlagen wurde von dem dänischen Forscher Gustav Henningsen erstellt. Dabei stellte er fest, dass eine beachtliche Anzahl von Unterlagen nicht mehr vorhanden ist und dass diese fehlenden Zahlen nicht einfach durch Extrapolation oder Hochrechnung aus den vorhandenen Zahlen ermittelt werden können. Es kann also heute nur von belegten Fällen ausgegangen werden und vermutet werden, dass es sicher mehr gab. Henningsen geht nach dem vorliegenden Material davon aus, dass zwischen 1560 und 1700 etwa ein Prozent der Angeklagten auf dem Scheiterhaufen hingerichtet wurden. In der Zeit zwischen 1480 und 1530 befasste sich die Spanische Inquisition insbesondere mit den von der jüdischen Religion zum Christentum konvertierten „Conversos“. Wahrscheinlich fielen insgesamt zwischen 50 und 75 Prozent aller Verfahren der dreihundertjährigen Inquisitionsgeschichte in die ersten fünfzig Jahre. Die Schätzungen der in dieser Zeit zum Tod Verurteilten schwanken zwischen 1500 für ganz Spanien und 12.000 allein für Kastilien.
Zwischen 1484 und 1530 wurden in Valencia von 2160 angeklagten Conversos, denen vorgeworfen wurde, weiter den jüdischen Glauben zu praktizieren, 909 dem weltlichen Arm überstellt und von diesem hingerichtet.
Bei den zwischen 1560 und 1620 verfolgten Protestanten lag die Hinrichtungsquote bei etwa 10 Prozent.
Im Bereich der Krone von Aragonien wurden zwischen 1570 und 1630 923 Männer wegen homosexueller Handlungen (Sodomie) angeklagt; davon wurden 170 zum Tod und 288 zu Galeerendienst verurteilt.

## Ende der Inquisition

### Die Inquisition im 18. Jahrhundert
Die letzte Reihe von Inquisitionsprozessen gegen getaufte Christen, die verdächtigt wurden, die jüdische Religion zu praktizieren, fand in den Jahren 1721 bis 1727 statt. In der Folgezeit entwickelte sich die Inquisition zu einer Institution, die nicht nur den Kampf gegen die Häresie betrieb, sondern die Bewahrung der Moral zu ihrer besonderen Aufgabe machte. Anlässe von Anklagen waren aber auch satirische und „beleidigende“ Darstellungen des Königs und seiner Regierung. Die Zensur beschäftigte sich nicht nur mit Büchern, sondern auch mit allen Arten der Darstellungen der Bildenden Kunst.

### Abschaffung
In einem von Napoleon erlassenen Dekret vom Dezember 1808 wurde in dem von französischen Truppen besetzten Teil Spaniens die Inquisition aufgehoben. Auch die außerhalb des französischen Machtbereichs handelnden Cortes von Cádiz hoben am 22. April 1813 die Inquisitionstribunale mit der Begründung auf, dass die Reinheit des Katholizismus bei den Bischöfen besser aufgehoben sei. Bei seiner Rückkehr aus dem französischen Exil im Jahr 1814 setzte König Ferdinand VII. die Inquisition wieder ein. 1820, zu Beginn des Trienio Liberal, sah sich Ferdinand gezwungen, die Inquisition aufzulösen. 1829 übertrug der Papst die Aufgaben der Spanischen Inquisition auf die Römische Inquisition. Offiziell abgeschafft wurde die Spanische Inquisition am 15. Juli 1834 während der Regierungszeit der Königin Isabella II.